# 嶋洋平
嶋 洋平（しま ようへい、1983年11月26日 ‐ ）は、日本のアレンジャー、シンガーソングライターである。兵庫県神戸市出身。

## 来歴
神戸市立竹の台小学校・神戸市立西神中学校・兵庫県立神戸高塚高等学校を経て大阪音楽大学短期大学部ポピュラーボーカル科を卒業。
2012年、サーターアンダギーのアルバム『サーターアンダギー2 ゆいまーる』の収録曲『サーター数え歌』のプログラミングを担当。
2013年、サーターアンダギーのDVD『サーターアンダギー LIVE 2013「とりあえず解散!」〜略して“TORI-KAI（鳥会）”〜』の収録曲『ゆいまーる』のアレンジを担当。
またサンテレビの『深夜のマニアックアワー』『銀玉王』などの番組エンディング曲を編曲。
ほかにも各種CM楽曲、映画音楽、ゲーム音楽の制作など、活動の幅は多岐にわたる。
Kiss FM KOBEやエフエム三木などのラジオにレギュラー番組を持つ。
また、関西のご当地アイドルの編曲を数多く手がけていることから『ご当地アレンジャー』とも呼ばれる。
現在は、ステテコ隊No.4として、編曲、ステージ両面で活動中。ステテコ隊では山石隊長とともにツインボーカルで歌唱する。

## 人物
アレンジャーとしてサーターアンダギーの楽曲の編曲でデビュー。
ギター、ベースなどのサポートミュージシャンとしても活動。
お題をもらって、即興で曲を作り、ギターを弾きながら歌う、という特技があり、それをMBSラジオ月極うたぐみコーナー化した自身のコーナー『洋平の四次元ポケット』は、同番組の人気コーナーになった。
ステテコ隊No.６

### 編曲楽曲
- サーター数え歌（2012年9月12日、サーターアンダギー）(あさり57として)[5]
- ゆいまーる（2013年4月17日、サーターアンダギー）※YOWHEY名義
- ミラクル☆シュート　（2013年6月28日、リーチエンジェル）　サンテレビ『銀玉王』エンディング
- ワンダー☆メロディー　（2013年12月19日、リーチエンジェル）
- Starlight　/　プラネタリウム　（2014年7月7日、YENA☆）

## テレビ出演
- 深夜のマニアックアワー （2013年5月28日～、サンテレビ） - あさり57の楽曲『すべてはあなたの笑顔のために』がエンディングで使用され、出演。および、当楽曲を編曲。またその後、自身の曲『ぼくのラブソング』が採用される。

## ラジオ出演
2021年現在は終了
- 月極うたぐみ（2013年7月5日～、MBSラジオ） - 『洋平の四次元ポケット』のコーナーなどで出演
- BAR山石（2013年11月2日～、Kiss FM KOBE） - レギュラー出演
- 山石&洋平の今夜も乾杯（2014年5月2日～、エフエム三木） - 嶋洋平初の冠番組。番組編集や番組内のジングル作成も手がける。